# Phil Goff
Philip Bruce Goff (ur. 22 czerwca 1953 w Auckland), nowozelandzki polityk, minister spraw zagranicznych i minister sprawiedliwości w latach 1999-2005, minister obrony i minister handlu w latach 2005-2008. Deputowany do parlamentu w latach 1981-1990 oraz ponownie od 1993. Lider Partii Pracy i lider opozycji od 11 listopada 2008 do 13 grudnia 2011.

## Młodość i edukacja
Phil Goff urodził się i dorastał w Auckland. Z powodu biedy, w wieku 16 lat opuścił dom rodzinny. W latach 1968–1974, by opłacić naukę i zarobić na własne utrzymania, podejmował różne prace, w tym zamiatacza oraz pracownika chłodni.
W 1973 uzyskał stypendium i rozpoczął studia w zakresie nauk politycznych na Uniwersytecie w Auckland, uzyskując w 1979 tytuł magistra. W 1992 został stypendystą na Uniwersytecie Oksfordzkim. Po zakończeniu nauki, od 1980 do 1981, pracował w Związku Pracowników Ubezpieczeniowych.
Phil Goff jest żonaty z Mary Hellen Goff, ma troje dzieci.

## Kariera polityczna
W 1969 r. wstąpił do Partii Pracy. W jej strukturach od 1975 do 1977 zajmował stanowisko przewodniczącego Młodzieżowej Rady Doradczej.
W 1981 wziął po raz pierwszy udział w wyborach parlamentarnych, zdobywając mandat w Izbie Reprezentantów w okręgu Roskill. Trzy lata później, po zwycięstwie Partii Pracy w kolejnych wyborach i własnej reelekcji, po raz pierwszy wszedł w skład gabinetu. Od 26 lipca 1984 do 24 sierpnia 1987 zajmował stanowisko ministra mieszkalnictwa, a od 19 lutego 1986 do 24 sierpnia 1987 także stanowisko ministra środowiska w rządzie premiera Davida Lange'a.
W wyborach w 1987 odnowił mandat, a także utrzymał stanowisko w gabinecie. Od 24 sierpnia 1987 do 14 sierpnia 1989 pełnił funkcję ministra zatrudnienia oraz ministra do spraw młodzieży. Od 24 sierpnia 1987 do 12 września 1988 był ministrem turystyki, a od 14 sierpnia 1989 do 2 listopada 1990 ministrem edukacji.
W wyborach w 1990]Partia Pracy poniosła porażkę, a sam Goff nie dostał się do parlamentu. W swoim okręgu Roskill został pokonany przez kandydata Partii Narodowej, Gilberta Mylesa. W latach 1991–1993 był wykładowcą w Instytucie Technologii w Auckland. W 1992 przez pół roku przebywał na stypendium naukowym na Uniwersytecie Oksfordzkim.
W 1993 wziął udział w wyborach parlamentarnych, ponownie uzyskując mandat w okręgu Roskill. Nowa przewodnicząca partii, Helen Clark, mianował go na stanowisko rzecznika ds. sprawiedliwości. W późniejszym czasie dołączył do grupy polityków, domagających się ustąpienia Clark z funkcji lidera. Clark utrzymała się jednak na stanowisku, marginalizując obóz Goffa. W wyborach parlamentarnych w 1996 nie uzyskał miejsca na liście wyborczej Partii Pracy. Mimo to uzyskał mandat jako jej przedstawiciel w okręgu New Lynn.

## Minister 1999-2008
W zwycięskich dla Partii Pracy wyborach w 1999 zajmował siódme miejsce na liście partyjnej, uzyskując mimo tego elekcję do Izby Reprezentantów w okręgu Mount Roskill. 10 grudnia 1999 w gabinecie premier Helen Clark objął stanowisko ministra spraw zagranicznych i handlu oraz ministra sprawiedliwości. Utrzymał je także po zwycięskich wyborach parlamentarnych w 2002. Jako minister sprawiedliwości, doprowadził do zaostrzenia prawa i kar dotyczących dziecięcej pornografii oraz wykorzystywania seksualnego nieletnich. Od 2003 do 2007 pełnił także funkcję ministra do spraw wysp Pacyfiku.
W wyborach parlamentarnych 17 września 2005, wygranych ponownie przez laburzystów, po raz ósmy dostał się do Izby Reprezentantów. 19 października 2005 objął w gabinecie premier Clark funkcję ministra obrony, ministra handlu, ministra poprawek oraz ministra rozbrojenia i kontroli zbrojeń.

## Lider opozycji
W wyborach parlamentarnych 8 listopada 2008 Partia Pracy doznała porażki, oddając po 9 latach władzę w kraju. Tego samego dnia premier Helen Clark ogłosiła swoją rezygnację ze stanowiska lidera partii. 11 listopada 2008 nowym liderem Partii Pracy został wybrany Phil Goff. Na stanowisku tym, a tym samym stanowisku lidera opozycji pozostał do 13 grudnia 2011. Z funkcji zrezygnował po porażce Partii Pracy w wyborach parlamentarnych 26 listopada 2011. Partia Pracy zdobyła wówczas 34 mandaty w 120-osobowym parlamencie, podczas gdy Nowozelandzka Partia Narodowa 59 mandatów. 13 grudnia 2011 nowym liderem Partii Pracy został wybrany David Shearer.